# Qinggang, Chongqing
Qinggang (kinesiska: 青杠, 大字号) är ett stadsdelsdistrikt i sydvästra Kina. Det ligger i stadsdistriktet Bishan i storstadsområdet Chongqing, omkring 34 kilometer väster om det centrala stadsdistriktet Yuzhong. Antalet invånare är 78 582. Befolkningen består av 38 873 kvinnor och 39 709 män. Barn under 15 år utgör 13,0 %, vuxna 15-64 år 74 %, och äldre över 65 år 11,0 %.